# رونالد ال فیلیپس
 رونالد ال فیلیپس (انگلیسی: en:Ronald L. Phillips؛ زادهٔ ۱ ژانویه ۱۹۴۰) یک زیست شناس و استاد دانشگاه مینه‌سوتا است. وی برنده جایزه ولف در کشاورزی شده‌است.